# Sánchez de Ibargüen
Ramón Sánchez de Ybargüen Gutiérrez, plus connue sous le nom simplifié de Sánchez de Ibargüen est une ganadería espagnole de toros de lidia située à Mérida dans la province de Badajoz, Estrémadure. Elle a été formée  en 1929 par Alfonso de Olivares.

## Historique
Composée à ses débuts de vaches portant le fer Juan Belmonte et d'étalons Parladé, cette ganadería  a été vendue en 1963 à María Recio de Sánchez, qui lui donne le nom de Sierra Morena. L'élevage passe successivement dans les mains de cinq propriétaires avant de devenir en 1983 la propriété des frères Pablo et Carmelo Cordones qui augmentent le cheptel  avec de vaches de Torrestrella et un étalon du Marqués de Domecq, avant de le revendre à  Ramón Sánchez de Ibargüen.
Sa devise est bleu et blanc, son ancienneté à Madrid remonte au 16 mars 1983. La propriété porte le nom de Peñas Blancas.

## Les grandes dates
En 1997, dans les Arènes de la Real Maestranza de Caballería de Séville, les taureaux de cet élevage ont permis à El Tato  et à Pepín Liria de triompher avec dix oreilles,  dans une corrida interrompue par la pluie.
La liste des grandes dates est consultable sur le site Portal taurino jusqu'en 2007

## Évolution de l'élevage
L'élevage appelé familièrement élevage du grand B, du nom du señal  marqué à l'oreille gauche des taureaux,  s'inscrit désormais dans le registre des grands élevages,  à l'instar de  Cebada Gago. 